# كاتالينا برنس
كاتالينا برنس (ولدت 1979 - توفيت 1998) كانت عارضة أزياء لأب لبناني وأم كولومبية. فازت بلقب أفضل عارضة أزياء لعام 1996 وتوفيت في ظروف غامضة جراء حادث مروري في بيروت.